# 7086 Bopp
7086 Bopp è un asteroide della fascia principale. Scoperto nel 1991, presenta un'orbita caratterizzata da un semiasse maggiore pari a 1,9089804 au e da un'eccentricità di 0,0872836, inclinata di 25,61958° rispetto all'eclittica.
L'asteroide è dedicato agli astronomi statunitensi Frank Bopp e Thomas Bopp, rispettivamente padre e figlio.